# 耳面刀自
耳面刀自（みみもとじ、みみものとじ、生没年不詳）は、飛鳥時代の女性。大友皇子の妃の一人であったとされている。父は藤原鎌足。母は未詳。

## 人物

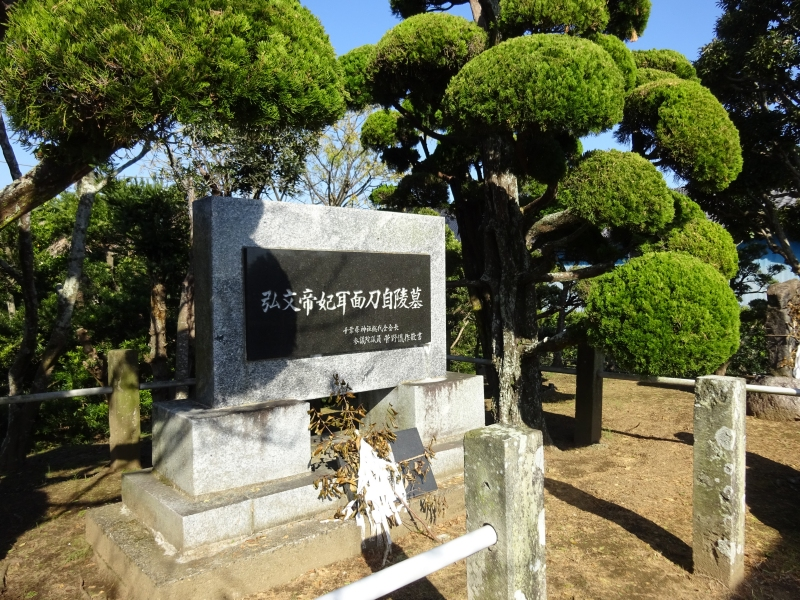
耳面刀自陵墓（旭市）

『日本書紀』『藤氏家伝』などの同時代史料には全く記載が無く、『本朝皇胤紹運録』に弘文天皇（大友皇子）の妃となり壱志姫王を産んだと伝えられている。同時代史料には全く名前が出てこないため実在を疑問視する意見もあるが、『懐風藻』に「鎌足が娘の一人を大友皇子の妃とした」という記述があることから見て、鎌足の娘で大友皇子妃となった人物がいたことは間違いがないとされる。
壬申の乱で大友皇子が敗れると近江宮から落ち延び、海路父鎌足の故地鹿島を目指し九十九里浜に上陸したが病に倒れ亡くなったといわれ、匝瑳市野手には媛の墓とされる内裏塚古墳がある。中臣金の子英勝をはじめとする従者たちは、この地にあって媛の御霊を弔ったとされ、旭市の内裏神社は内裏塚古墳の墳土を分祀したものと伝わる。また、内裏神社の近くには大塚原古墳があり中臣英勝の墓とされている。媛の御霊をなぐさめるため、33年ごとに内裏神社から大塚原古墳を経て内裏塚古墳にお浜下りと呼ばれる神幸祭が行われる。

## 注
1. ↑  谷川健一『日本の神々-神社と聖地 11』 白水社、2000年、ISBN 4-560-02511-8 、242頁